# Amphorophora tigwatensa
Amphorophora tigwatensa är en insektsart som beskrevs av Hottes 1933. Amphorophora tigwatensa ingår i släktet Amphorophora och familjen långrörsbladlöss. Inga underarter finns listade i Catalogue of Life.